# Mikołaj Radziwiłł (biskup)
Mikołaj Radziwiłł herbu Trąby (ur. w 1495, zm. 1529/1530) – syn Mikołaja kanclerza wielkiego litewskiego i Elżbiety z Sakowiczów. Biskup żmudzki w latach 1522–1529.